# Carlos Araníbar
Carlos Enrique Araníbar Zerpa (Lima, 18 de julio de 1928-21 de marzo de 2016) fue un historiador y catedrático universitario peruano. Destacó como investigador de la historia colonial y editor crítico de las crónicas de la conquista.

## Biografía
Hijo de Nazario Araníbar y Marina Zerpa. Cursó su educación primaria en el Colegio Dalton y la secundaria en el Colegio Anglo-Peruano (hoy Colegio San Andrés). Luego cursó Letras en la Universidad Mayor de San Marcos, donde se graduó de doctor en Historia con su tesis Los sacrificios humanos en el Perú (1961). Se dedicó a la docencia en su alma mater, de 1953 hasta su jubilación en 1978, año en el que fue nombrado profesor emérito.
Fue también profesor en la Universidad Nacional de Ingeniería, la Universidad Nacional Federico Villarreal y la Universidad Nacional de Educación Enrique Guzmán y Valle.
Fue además bibliotecario en el Museo de Arqueología, Antropología e Historia del Perú (1948-1953), director del Museo Nacional de Historia (1973) y vicepresidente del Consejo Superior de Educación (1973).

## Obras

### Publicaciones
- Notas heurísticas sobre las crónicas (1963)
- El principio de la dominación (como parte de la Nueva historia general del Perú y en coautoría).

### Ediciones críticas de las crónicas coloniales
- El Señorío de los Incas (1967), de Pedro Cieza de León.
- Nueva corónica y buen gobierno (1988), de Guaman Poma de Ayala.
- Comentarios reales de los incas (1991), del Inca Garcilaso de la Vega.
- Relación de antigüedades del Perú (1995), de Juan de Santa Cruz Pachacuti.

## Premios y distinciones
- Premio Nacional de Cultura Garcilaso de la Vega (1960).
- Premio Javier Prado (1961).
- Medalla al Mérito Ciudadano de la Presidencia del Consejo de Ministros del Perú (2016).[3]